# Kościół garnizonowy pw. Matki Boskiej Królowej Polski w Rzeszowie
Kościół garnizonowy pw. Matki Boskiej Królowej Polski – kościół usytuowany jest w Śródmieściu Rzeszowa. Należy zarówno do diecezji rzeszowskiej, jak i do ordynariatu polowego WP, gdyż kościół jest świątynią parafii cywilno-wojskowej. Budynek chroniony prawem, posiada status zabytku (nr rej. A-1194).

## Historia

### Fundacja kościoła i pierwsza parafia (1712–1787)
W 1709 roku do Rzeszowa z Jarosławia oo. reformatów sprowadził bogaty miejski kupiec pochodzenia ormiańskiego, Andrzej Passakowicz.

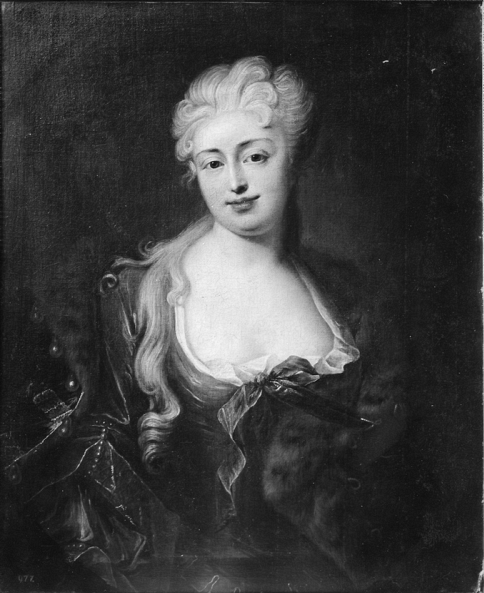
Marianna z d. Bielińska Denhoff Lubomirska (1685–1730)
fundatorka kościoła

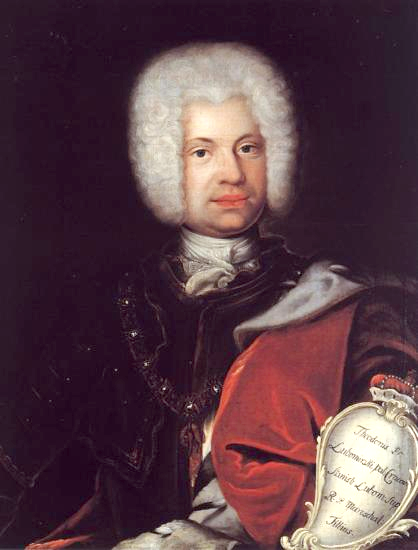
Teodor Józef Lubomirski (1683–1745)
jeden z dobrodziejów rzeszowskiego zakonu

Jakoż tego samego roku udali się do biskupa przemyskiego z ramienia zakonu O. Hilary Barcikowski, fundator Passakowicz, ze strony gminy jako prokurator Paweł Nawrocki i przedłożył ofiarę Passakowicz, jakoteż prośbę o zezwolenie wybudowania w Rzeszowie kościoła; dalej prosili o wyznaczenie miejsca i rozmiarów kościoła, wreszcie ustanowienie terminu do położenia kamienia węgielnego.
Stolica biskupia przyjęła fundacyę do wiadomości, a ówczesny biskup Jan Kazimierz de Bokum wydał dnia 26/5 1710 r. dokumen, w którym wyraził radość z powodu powstania nowego kościoła w jego diecezyi. Aprobaty jednak jeszcze nie wydał, tylko wyznaczył jako ostateczny termin dzień 7 lipca tegoż roku. Jednocześnie polecił, aby kaznodzieje dziekanatu rzeszowskiego podawali do wiadomości publicznej postępek Passakowicza i wzywali interesowanych do wzniesienia sprzeciwu, tak jak to nakazywała stolica apostolska w podobnych przypadkach.
Potem po położeniu dnia 13/7 1710 r. konsensu Jerzego Ignacego Lubomirskiego z dnia 17/7 1709 r., odpisu z ksiąg miejskich aktu darowizny z dnia 28/7 1709 r., kopii aktu ze strony najwyższej władzy krajowej zakonu św. Franciszka, przyjmującego nowo powstały konwent w skład organizacyi zakonnej , nadeszło dnia 28/7 1710 r. zatwierdzenie biskupie (...).
Dnia 29/7 w asystencyi wikaryusza in spiritualibus ks. Łukasza Czermińskiego nastąpiło plantatio crucis, czyli wyznaczenie miejsca na kościół.
31/7 przyjechał biskup przemyski na uroczystość położenia kamienia węgielnego. Uroczystość odbyła się również przy wielkim współudziale ludności, poczem fundator podejmował wszystkich dostojników w swoim domu mieszczańskim.'

W początkach roku 1711 konwent wprowadził się do darowanego przez Passakowicza domu. W tym samym roku rozpoczęły się przygotowania do budowy kościoła poza miastem, nad brzegiem Wisłoka. Ze względu na częste wylewy rzeki, a zwłaszcza powódź z 1712 roku zakonnicy podjęli próby mające na celu zmianę lokalizacji potencjalnej budowy kościoła i klasztoru, jeden z nich pisze do Lubomirskiego, ówczesnego właściciela dób rzeszowskich tak:

(...) Upatrzyliśmy in fundo W. D. za zamkiem powyżej masztarnie w boku Folwarku Zamkowego nad stawem będącej, niwę eminentioris, niżeli Masztarnia i Folwark positionis, distantia od Zamku mało co nad 200 łokci. (...) Przypadam do nóg WKM o konsens na pomnione proszę

Na prośbę reformatów Lubomirski ofiarował zgromadzeniu nowe włości, tym razem w pobliżu zamku na miejsce ówcześnie zwane Wygnaniec. Na tym nie skończyła się pomoc magnackiej rodziny. Jerzy Ignacy na budowę kościoła ofiarował dziesięcioletnie dochody z „targówki miejskiej”, „dachówkarni”, cegielni i siedmioletnią tzw. „stawarkę zamkową”. W szczególności pierwsza żona księcia Marianna de domo Bielańska, ofiarując kilka tysięcy złotych polskich. Kościół miał być wotum powiększenia się ich rodziny, gdyż para jak dotąd była bezdzietna. Swoimi datkami nowy klasztor obdarowała duża grupa miejscowej szlachty, m.in. Jan Romer, Paweł Karol Sanguszko, Teodor Lubomirski – kuzyn Jerzego Ignacego, którzy ufundowali boczne ołtarze (śś. Anny, Jerzego, Franciszka i Antoniego). Projektantami świątyni byli Jan Chrzciciel Belotti, którego w 1720 zastąpił Karol Henryk Wiedemann.
27 kwietnia 1722 świątynia i klasztor zostały oficjalnie konsekrowane. Według różnych źródeł aktu tego dokonał bp de Bokum, lub też sufragan przemyski bp Jan Piechowski. Majątek kościoła i klasztoru nie należał do największych. Liczył ok. 6 mórg ziemi i 1001 sążni ogrodu, choć w „fastyi podatkowej” konwent nie posiadał żadnych pasywów, ani aktywów. Kościół i klasztor utrzymywały się z datków na msze wypominkowe i za posługi kościelne. Ich niewielkim majątkiem zarządzał syndyk apostolski lub w jego zastępstwie tercjarz klauzulowy. Na co dzień zakonnicy zajmowali się uprawą warzyw, owoców i ryb, choć reformatów obowiązywał całkowity zakaz hodowli koni i bydła domowego rzeszowscy zakonnicy dostali zezwolenie na posiadanie 2 mułów.
W 1730 roku zmarła główna dobrodziejka kościoła Marianna Lubomirska, której zwłoki złożono w tym kościele.
W 1772 roku konwent liczył 11 księży, 6 kleryków i 6 braci, natomiast w 1784 9 księży i 5 kleryków. Zmarłych chowano najczęściej w katakumbach świątyni, choć możliwe jest istnienie przyklasztornego cmentarza ziemnego, na co zdaje się wskazywać niewielka ilość pochówków w kryptach.

### Kasata klasztoru i kościoła (1787–1922)
Gdy w 1787 władze austriackie wydały nakaz likwidacji jednego z rzeszowskich zakonów w ramach kasaty józefińskiej, biskup przemyski Antoni Gołaszewski zdecydował o oddaniu budynków reformackich. Kościół został przebudowany na magazyn wojskowy – po usunięciu wyposażenia sakralnego wnętrze podzielono na kilka kondygnacji. Wedle legendy przekazanej Franciszkowi Kotuli w 1980 władze austriackie były zmuszone pozostawić w zewnętrznej wnęce szczytu nad absydą prezbiterium polichromię z wizerunkiem Matki Boskiej, ponieważ malarz nie był w stanie wykonać zlecenia i ostatecznie spadł z wysokości, a sam obraz uległ stopniowemu zatarciu.

### Parafia wojskowa (1922–1968)

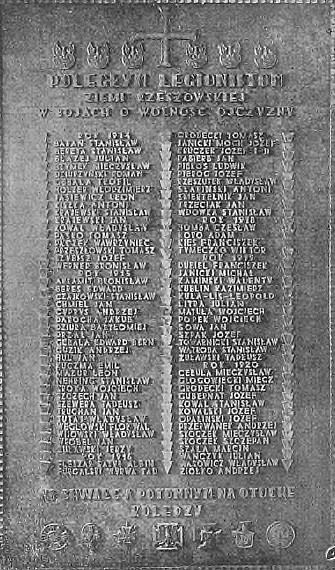
Tablica pamięci legionistów

W 1922 władze polskie postanowiły rozlokować w Rzeszowie polskie siły zbrojne. W kościele powstała parafia garnizonowa, budynek odnowiono i zrekonstruowano. Pierwszym kapelanem został ks. płk Franciszek Kisiel.
W listopadzie 1938 odsłonięto tablicę ku czci poległych 90 Legionistów z Rzeszowa i okolicy.
W czasie II wojny światowej ponownie utworzono tu magazyn, wyposażenie kościoła zostało ukryte przez partyzantów, natomiast tablice, m.in. upamiętniającą Nieznanego Żołnierza postanowiono zostawić jako świadectwo „walki z radzieckim komunizmem”. W 1944 roku w trakcie bombardowań do kościoła wpadła bomba, która uszkodziła znaczną połać dachu i sklepienia. Duże uszkodzenie spowodowały też materiały spożywcze, jakie przechowywano wewnątrz kościoła (zawilgotnienie fundamentów).
Po zakończeniu wojny, w 1946 roku doszło do odnowienia parafii wojskowej, a pierwszym powojennym zarządcą został ks. kpt. Franciszek Wojtyłko. Po wojnie w latach 1955–1960 budynek odbudowano.

### Parafia wojskowa i cywilna (od 1968)
W 1968 roku z inicjatywy bp. przemyskiego Ignacego Tokarczuka przy kościele wojskowym utworzona została parafia cywilna. W 1976 parafianie ufundowali nowe dzwony kościelne. W rok później dzięki osobistemu zaangażowaniu ks. mjr. Józefa Pałęgi powstała zakrystia. W latach 80. zbudowano dzwonnicę, która łączyła kościół z nowo wybudowanym budynkiem z salami katechetycznymi, na powstałym placu przykościelnym ustawiono figurę Matki Boskiej, a przy samym kościele powstała mała kaplica. W 2008 roku kościół przeszedł gruntowną renowację. Obecnie zakończono prace nad rekonstrukcją fresków na bokach nawy głównej i za organami.

## Architektura

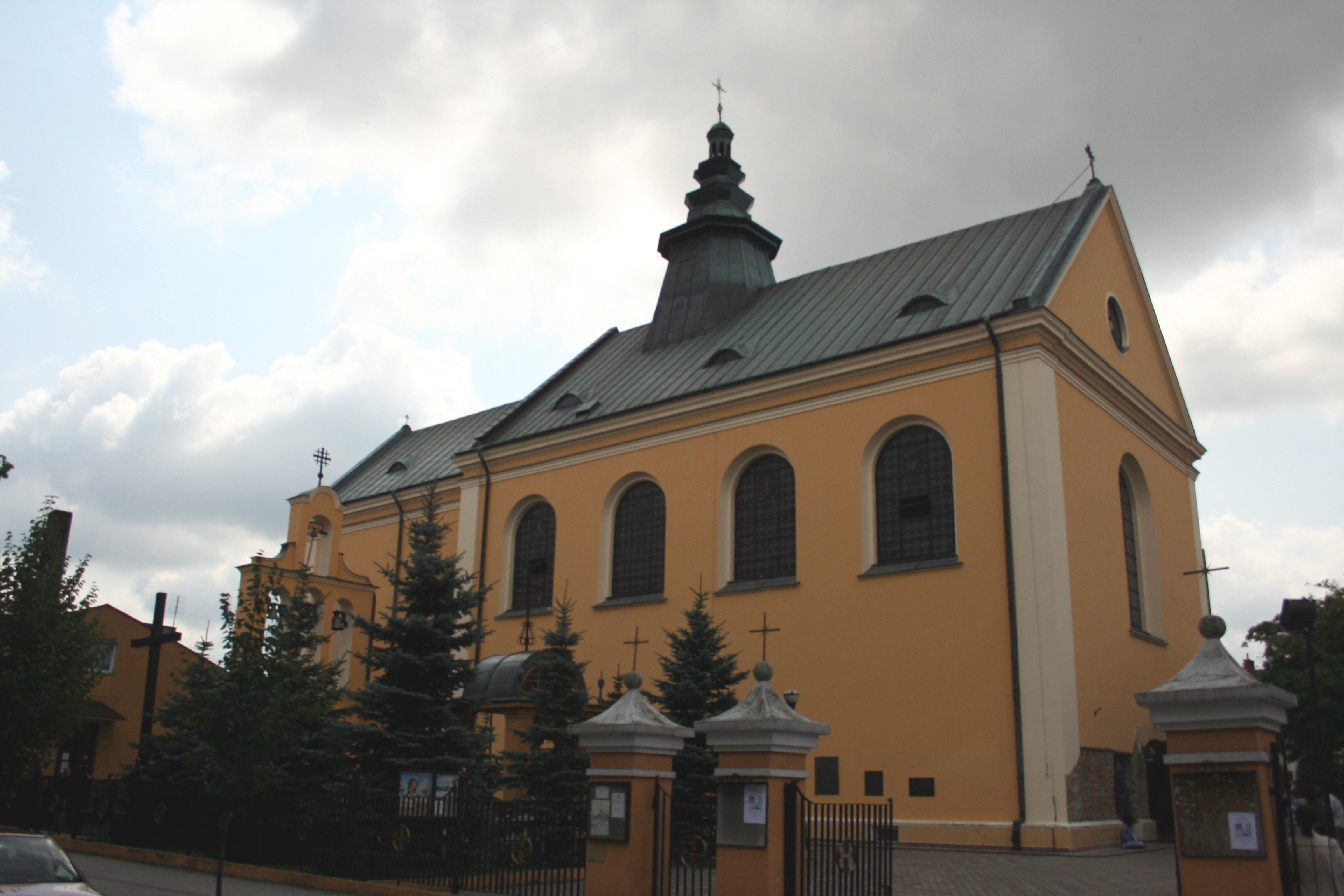
Kościół w trakcie konserwacji elewacji (2007 rok)

Statutowe prawo reformackie narzuca surowe reguły dotyczące budowy kościołów zgromadzenia. Tak więc, mimo że budynek utrzymany jest w stylu baroku, pozbawiony jest nadmiernych dekoracji i ozdób. Obecny budynek niemal całkowicie pokrywa się z zarysem pierwotnej budowli z 1722 roku. Zlikwidowano jednak frontowy przedsionek, a dodano małą kaplicę „przyklejoną” do prezbiterium.
Jest to jednonawowy budynek na planie prostokąta z katakumbami, w których chowani byli księża oraz główna fundatorzy. Wyraźnie mniejsze jest prezbiterium, umieszczone na podwyższeniu. Z pierwotnego wyposażenia kościoła praktycznie nic się nie zachowało, choć wiadomo, że główny ołtarz był pod wezwaniem św. Antoniego. Po kasacie klasztoru część wyposażenia została rozdzielona między inne kościoły (ołtarz trafił do parafii w Trzcianie), w dawnych budynkach zakonnych umieszczono szpital wojskowy, a w samym kościele magazyn. Klasztor okazał się jednak być w tak złym stanie, że zdecydowano się go rozebrać, a z pozyskanego materiału budowlanego przy magazynie zbudować piekarnię wojskową, która funkcjonuje po dziś dzień. Powstał również drugi magazyn, który spłonął w latach 90. XX wieku, a jego ruiny znajdują się w sąsiedztwie kościoła. W latach 20. XX wieku kościół przystosowano do funkcji świątyni garnizonowej, odtworzono sygnaturę, choć okazalszą, wcześniejsza została usunięta po kasacie kościoła, wybudowano prospekt organowy, który utworzył kruchtę, zamontowano sam instrument pochodzący z piotrkowskiej fabryki Krukowskich (1934), sprowadzono nowe ołtarze.

### Prezbiterium
Pierwotnie malowidła przedstawiające kult NMP pokrywały wszystkie ściany prezbiterium, łuk tęczowy oraz część nawy, choć możliwe jest, że freski znajdowały się tylko na łuku tęczowym. Najbardziej prawdopodobne jest przedstawienie adoracji Trójcy Świętej przez świętych Dominika i Franciszka Serafickiego. Obecnie zachowały się fragmenty malowidła przedstawiające tych 2 świętych ukazanych na tle pejzażu. Jedynie w prezbiterium zachowały się nowoczesne malowidła, które niegdyś były w całym kościele. Zostały one wykonane Irenę Wojnicką-Markielowską, we współpracy z Marią Markowską, Andrzeja Kotarbę, Alfreda Kud i Bolesława Duszę. Na sklepieniu przedstawiają Koronację NMP, w otoczeniu aniołów, na ścianach bocznych zaś mszę rycerską „Od Piastów do AK” (ściana północna) i „Chrzest Polski” (ściana południowa).
Za zgodą lwowskiego Urzędu Konserwatorskiego w trakcie odbudowy kościoła w 1922 roku do rzeszowskiego kościoła garnizonowego trafił ołtarz główny (wykonany w latach 1745–1746 w pracowni Sebastiana Festingera) z remontowanej katedry ormiańskiej, ambona zaś z kościoła Świętej Trójcy i świętego Mikołaja. Najciekawszym elementem głównego ołtarza jest złocone retabulum z płaskorzeźbą Matki Boskiej z Dzieciątkiem Jezus siedzącą na obłoku i wręczającą różaniec świętemu Dominikowi. po bokach znajdują się naturalnej wielkości barokowe rzeźby św. Augustyna i jego matki – św. Moniki.
Ambona jest to rokokowa, sześciokątna konstrukcja, zwieńczona baldachimem podtrzymywanym przez 2 serafiny. Dookoła rozmieszczone są postacie czterech ewangelistów i Ojców Kościoła, a baldachim zwieńczony jest XVIII-wieczną figurą nauczającego Chrystusa.

### Nawa
Na filarach przyściennych północnej ściany zachowały się oryginalne XVIII-wieczne freski przedstawiające świętych Bernardyna ze Sieny i Jana Kapistrana (choć według interpretacji J. Kawałka mogą to być Cud św. Jana Kantego i Wizja św. Antoniego Padewskiego). Trzeci obraz został częściowo zabudowany przez prospekt organowy powstały w okresie międzywojennym. Wyobrażał on postać św. Piotra.

Są to iluzoryczne pilastry toskańskie en grisaille, z graficznie wyrysowanymi kanelami, zaś na każdym z takich pilastrów jest zawieszony jakby pionowy obraz sztalugowy, w swej istocie będący iluzorycznym freskiem. Obraz taki obramiony jest regencyjną listwą z motywami kraty i postrzępionych grzebieni

W 2003 podczas renowacji wnętrz świątyni zdecydowano się na stworzenie nawiązujących formą malowideł na ścianie południowej, które przedstawiają świętych Antoniego Padewskiego i Piotra de Alcantara. Na prospekcie organowym znajduje się przedstawienie świętych Piotra i Pawła na tle panoramy Jerozolimskiej.
Lewy ołtarz to oryginalna, późnobarokowa konstrukcja, pochodząca z nieczynnej cerkwi z Kańczugi koło Przeworska, najprawdopodobniej również z warsztatu S. Festingera. Umieszczona jest na drewnianym podwyższeniu. W retabulum umieszczony jest wizerunek Chrystusa Miłosiernego (możliwe, że autorstwa Antoniego Józefa Kamińskiego, a powstał przed połową 1939, na co zdaje się wskazywać nietypowe tło, nie czarne jak przyjęto ogólnie, a wiosenny krajobraz). Nad nim znajduje się owalny obraz św. Teresy od Dzieciątka Jezus, tegoż samego autora.
Prawy ołtarz jest kopią lewego i został wykonany w latach 1954–1956 wraz z przedstawieniem Matki Boskiej Królowej Polski. Do górnej części wprawiono XIX-wieczny ujęcie rodzajowe św. Józefa z Dzieciątkiem. Wcześniej miejsce to zajmował mniejszy ołtarz św. Antoniego, który przeniesiono do kruchty.

### Podziemia
Podzielone na trzy nawy katakumby rozlokowane są dokładnie pod nawą kościoła, a ich sklepienie podtrzymuje podłogę świątyni. W miejscu tym pochowano Mariannę Lubomirską, Andrzeja Passakowicza – dobroczyńców kościoła i sześciu zakonników. Śladem po tym są marmurowe epitafium Marianny i grobowiec, choć pusty głównego fundatora. Wedle hipotezy Franciszka Kotuli szczątki Passakowicza wraz z innymi złożono w jednej zbiorowej trumnie, gdyż stare, drewniane sarkofagi ze względu na złe warunki w latach 1787–1922 uległy zniszczeniu. Złożono tu również szczątki konfederatów barskich i obrońców miasta w trakcie walk, jakie miały miejsce na Pobitnym 11–15 sierpnia 1769 roku.

### Ogród klasztorny (obecnie Ogród miejski im. Solidarności)

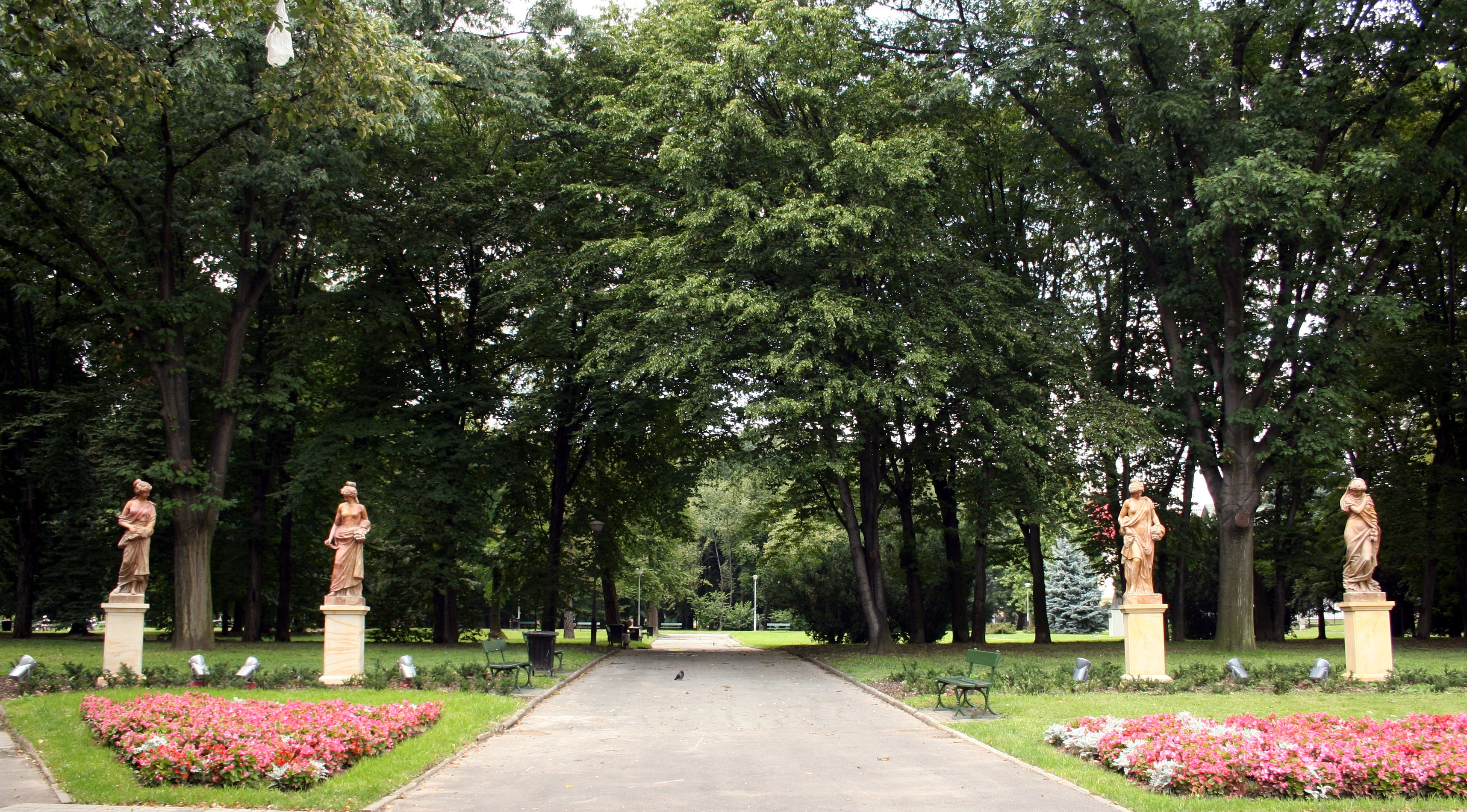
Wejście parku od ul. Dąbrowskiego

Poreformacki ogród wydzierżawiono Towarzystwu Strzeleckiemu i rodzinie Kalinowskich. W 1871 Rada Miejska zdecydowała się na utworzenie w tym miejscu parku, plany obejmowały budowę sokolni i pomnika A. Mickiewicza. Ostatecznie w ogrodzie powstała tylko altana, w której grywała wojskowa orkiestra i odbywały się festyny. Domek ogrodnika i mała oranżeria mieściły się w północno-wschodniej części parku. Pomnik Mickiewicza ostatecznie powstał przy ulicy jego imienia, a nie w parku, ale w 1927 wmurowano kamień węgielny pod pomnik innego wieszcza – J. Słowackiego (pomnik powstał w 70 lat po tym podniosłym wydarzeniu w miejscu oddalonym o ok. 10 m, od pierwotnego cokołu. W 1944 Park był miejscem przywitania polskich żołnierzy idących od wschodu, którzy oswobodzili Rzeszów. W 1952 park przyozdobiono zrabowanymi rzeźbami z pałacu Długoszów w Siarach. Rzeźby przedstawiały: Apollina, Dianę, Demeter, Atenę i Marka Aureliusza. Zamontowano też pochodzącą podobnie jak rzeźby z pałacowego parku fontannę Dionizosa (rzeźby i fontannę zwrócono w 1972 roku). W latach 1996–2000 powstał Instytut Jana Pawła II, obok mieści się też diecezjalna drukarnia. Obecnie trwają pracę mające na celu rewitalizację parku. W 2007 roku ustawione zostały rzeźby przedstawiające 4 pory roku, rok później uruchomiona została nowa fontanna.